# برنارد پامگارتنر
برنارد پامگارتنر (انگلیسی: Bernhard Paumgartner; ۱۴ نوامبر ۱۸۸۷ – ۲۷ ژوئیهٔ ۱۹۷۱) رهبر (موسیقی)، آهنگساز، پدیدآور، استاد دانشگاه، و زندگی‌نامه‌نویس اهل اتریش بود.